# 광주 유촌동 석조여래좌상
광주 유촌동 석조여래좌상(光州 柳村洞 石造如來坐像)은 광주광역시 서구 유촌동에 있는 조선시대의 불상이다. 1996년 3월 19일 광주광역시의 문화재자료 제21호로 지정되었다.

## 개요
광주광역시 서구 유촌동에 있는 불상으로 원래 쌍촌동 운천사에 있던 것으로 1939년 지금의 위치로 옮겨 왔다.
전하는 이야기에 의하면 당시 극락면이었던 유촌동은 사람의 왕래가 많고 주민들도 많이 살았는데 마땅히 소원을 빌 만한 대상이 없어 운천사에 있던 불상을 지금의 위치로 옮겼다고 한다.
부처님의 코를 먹으면 아들을 낳는다는 소문이 퍼져 주민 뿐만 아니라 지나가는 행인들까지 코를 깎아가는 바람에 현재 얼굴 윤곽이 명확하지 않다. 머리 뒤쪽에 일부 남아있는 무늬, 상투 모양의 머리묶음, 엄지와 검지를 가볍게 쥐고 있는 오른손의 모습 등은 뚜렷하게 남아 있다.
신체는 당당한 어깨에 비해 팔이 짧고 허리가 가늘어 움츠려진 듯한 인상을 준다. 무릎은 지나치게 과장되게 표현되었으며, 다리와 대칭을 이루고 있는 양쪽 발바닥, 옷자락은 특이한 모습을 보여주고 있다.
이러한 신체 모습은 고려시대 양식을 계승하고 있는 조선 전기 불상의 특징으로 불교 조각 분야에서 귀중한 자료로 평가되고 있다.

## 사진

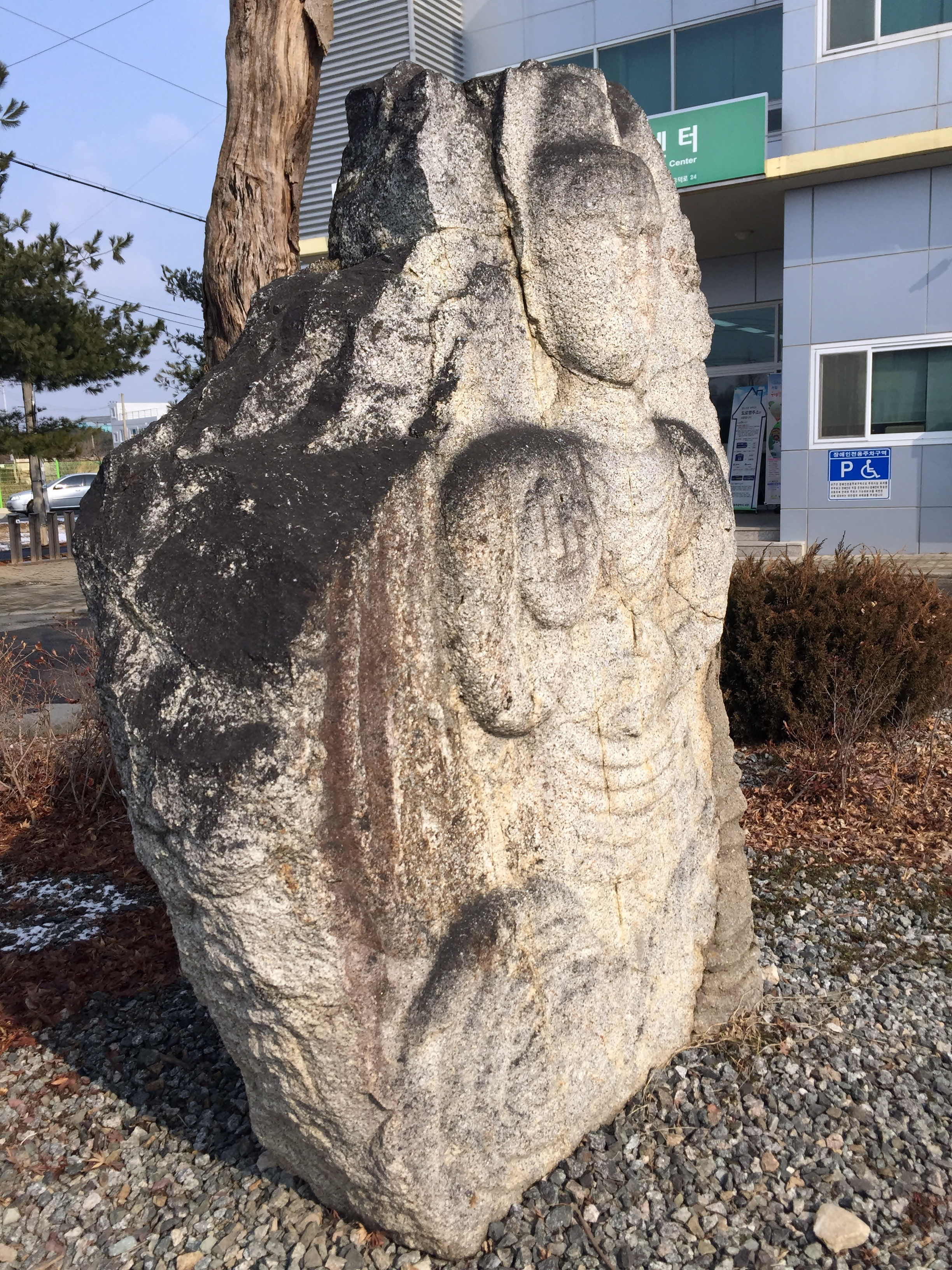
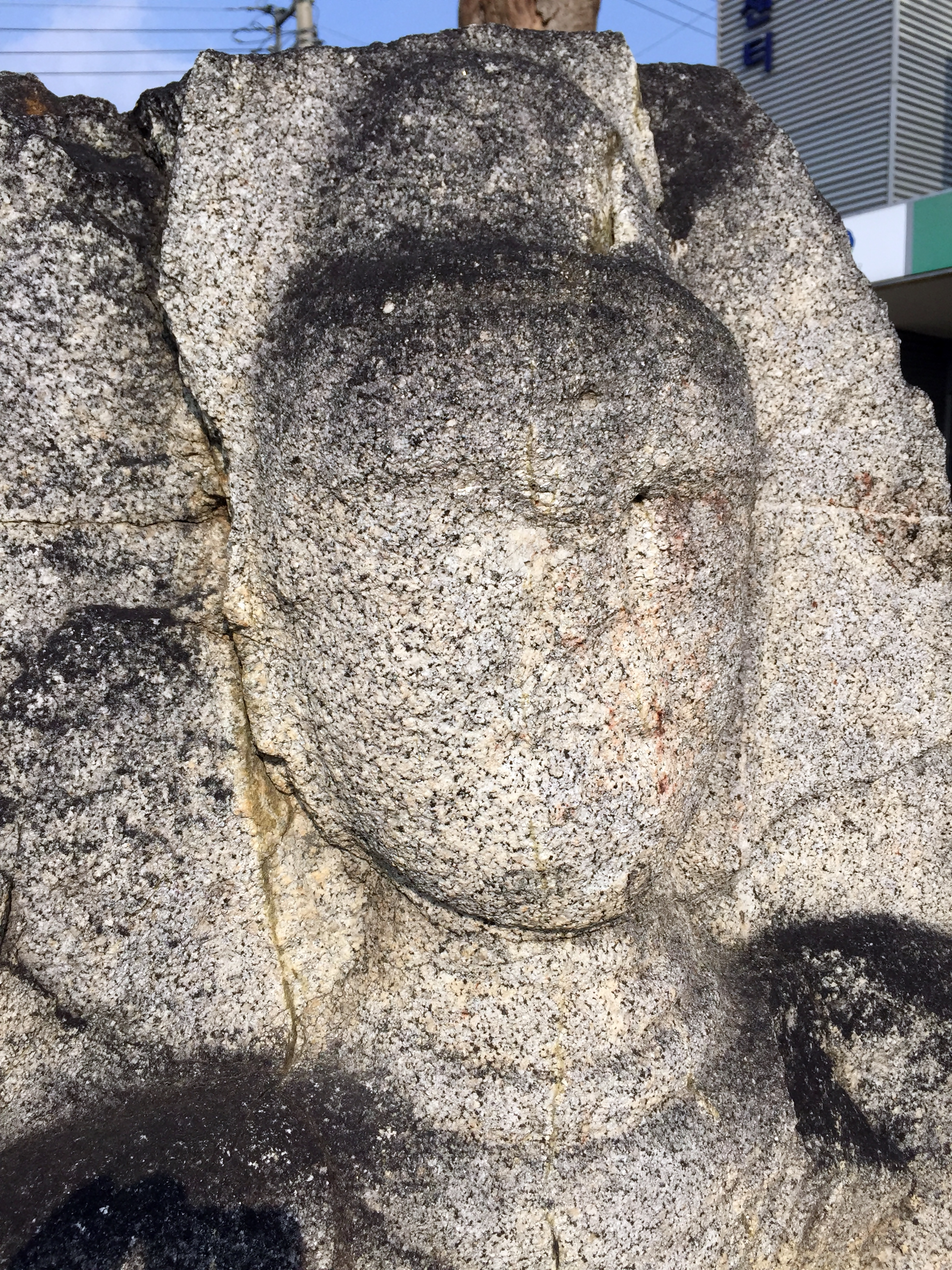

## 참고 자료
- 유촌동석조여래좌상 - 국가유산청 국가유산포털